# 喜峰口戰鬥 (抗日戰爭)
喜峰口戰鬥，發生於1933年3月12日至3月24日，地點則是在中國河北省、熱河省交界一帶的長城隘口喜峰口。是抗日戰爭初期的主要戰鬥之一，交戰一方守軍國民革命軍由宋哲元領導的陸軍第二十九軍，另一方則為日軍的關東軍所辖第八师团第四旅团及独立混成第十四旅团。但最终日軍于17日占领喜峰口，但於24日撤出。國民政府稱此戰鬥為「喜峰口大捷」。

## 背景
1933年3月1日，熱河省政府主席湯玉麟扣留軍用汽車偷運鴉片至天津，3月3日夜竟率所部滿載私物潛逃:101。3月4日，日軍以120名騎兵先頭部隊佔領承德:297。熱河各地隨之陷落:101。随后日军进攻北京东北方向的长城各口。3月8日，政府通緝湯玉麟，命軍政部長何應欽进驻北平，馳調國軍北上增援:101。

## 经过
3月6日，國民革命軍第二十九軍（軍長宋哲元）第三十七师（师长冯治安）第三十八師（師長張自忠）奉命防守东起冷口，西至马兰峪一线。由於裝備不如日軍，守軍以奇襲夜襲對付日軍。3月9日，日軍搶佔喜峰口。傍晚，奉軍長宋哲元令，第三十七师第一〇九旅旅長趙登禹率兵跑步馳援抵達戰場；考慮到日軍日間火力優勢，但是國民革命軍第29軍擅長近戰夜戰，軍長宋哲元遂派趙登禹帶隊夜襲，並將第三十八師董升堂團也交趙登禹指揮。3月10日，第二十九軍趙登禹旅在喜峰口與日軍激戰:297。趙登禹接命後，從董升堂團及本旅王長海團挑出500名士兵組成「大刀隊」，由他親自帶隊，只帶步枪、轻机枪、大刀和手榴彈，於3月11日深夜分兩路踏雪夜行直插日軍軍營。3月11日，当地猎户关仁景、于连贵等自告奋勇为向导，趙登禹率左翼大刀队袭日军步骑兵营地，第一一三旅旅长佟泽光率右翼大刀队袭日军炮兵阵地。3月12日凌晨，董升堂團首先到長城外小喜峰口之三家子村和前仗子村附近埋伏，當夜一支日軍騎兵部隊正在酣睡，大刀隊迅速解決日軍哨兵，衝入營房扔手榴彈，用大刀劈殺日軍。王海長團也趕到狼洞子及白台子日軍炮兵陣地，大刀隊奪取日軍陣地；此次夜襲共砍死砍傷日軍逾千人，繳獲坦克11輛、裝甲車6輛、大炮18門、機槍36挺、飛機1架，500名大刀隊員僅23人生還。日軍騎兵與炮兵部隊一夜之間被全殲，打破其不可戰勝之神話，以致當時《朝日新聞》稱：「明治大帝造兵以來，皇軍名譽盡喪於喜峰口外，而遭受六十年來未有之侮辱。」
國軍夜擊日軍，奪回喜峰口，东出铁门关，西过潘家口，由山間小路迂回至敌后包抄日軍，宣称殲敵數千，為喜峰口大捷。

### 书籍
- 中華民國國防大學編，《中國現代軍事史主要戰役表》